# Mistrovství Evropy ve florbale
Mistrovství Evropy ve florbale byl turnaj reprezentačních mužstev členských zemí IFF.
Mužské mistrovství se poprvé konalo ve Finsku v roce 1994. V ročníku 1995 se turnajů mužů i žen zúčastnilo Japonsko. Mužský turnaj se měl konat ve Finsku a ženský ve Švédsku. Aby se mohlo zúčastnit i Japonsko, byly oba turnaje (mužský i ženský) přejmenovány na Open European Championships a konaly se společně ve Švýcarsku.
Mistrovství Evropy bylo nahrazeno po roce 1995 mistrovstvím světa. Pro muže od ročníku 1996 a pro ženy od ročníku 1997.
V roce 2022 bylo schváleno obnovení každoročního evropského mistrovství od roku 2025. To bylo v roce 2023 odloženo na 2026.

## Muži
| Rok     | Hostitel  | Zlato   | Stříbro | Bronz     |
| ------- | --------- | ------- | ------- | --------- |
| ME 1994 | Finsko    | Švédsko | Finsko  | Švýcarsko |
| ME 1995 | Švýcarsko | Finsko  | Švédsko | Švýcarsko |

## Ženy
| Rok     | Hostitel  | Zlato   | Stříbro | Bronz  |
| ------- | --------- | ------- | ------- | ------ |
| ME 1995 | Švýcarsko | Švédsko | Norsko  | Finsko |